# Diplazium pactile
Diplazium pactile är en majbräkenväxtart som beskrevs av David Bruce Lellinger.
Diplazium pactile ingår i släktet Diplazium och familjen Athyriaceae. Inga underarter finns listade i Catalogue of Life.